# Veliki Zimbabve
Veliki Zimbabve je ime dano ruševinama drevne prijestolnice Kraljevstva Zimbabve (1110. – 1450.), ujedno i najveće kamene građevine u regiji južnoj Africi prije modernog doba. Nalazi se 27 km jugoistočno od Masvingoa u današnjem Zimbabveu. Ime mu je izvedeno od riječi naroda Šona dzimba dza mabwe, što znači "kuće od kamena", po čemu je i današnja država dobila ime.

## Povijest
Veliki se Zimbabve počeo graditi u 11. stoljeću (kasno željezno doba) i nastavio do 14. stoljeća kada je postao glavni grad carstva koje se protezalo od rijeke Zambezi do rijeke Limpopo, kasnije poznato kao Carstvo Munhumutapa (područje današnjih država Zimbabvea i Mozambika), koje je potrajalo od 1430. do 1760. godine. Pored toga što je bio političko središte s kraljevskom palačom, Veliki je Zimbabve bio i glavno trgovačko te vjersko središte. Sagrađen je od velikih granitnih blokova i okružen visokim bedemom (do 5 m visine) bez veziva (suhozid) koji je štitio grad. Kuće su bile okrugle, izrađene od gline slične šljunku i pokrivene slamom. Većina stanovništva bavila se uzgojem stoke, ječma, sijerka i povrća. Stanovnici su štovali duše preminulih predaka i njima u čast na obredima prinosili meso teladi u posudama koje su postavljali na posvećena mjesta na kompleksu brežuljka.
Pretpostavlja se da se grad na svom vrhuncu prostirao na više od 1.784 hektara i imao oko 18.000 stanovnika. Iz dandanas nepoznatih razloga napušten je 1450. godine i polako se pretvarao u ruševine.
Veliki Zimbabve otkrili su Europljani prilikom prvih istraživanja ovog područja 1871. godine, ali rodezijska rasistička vlada nije dopuštala arheolozima istraživanje jer je negirala mogućnost da je autohtono crnačko stanovništvo moglo izgraditi išta znamenito. Nakon stjecanja neovisnosti 1979. godine, Zimbabveanci su grad proglasili nacionalnim spomenikom ističući njegov naslov "Veliki", kako bi se razlikovao od 200-tinjak manjih (također poznatih kao "Zimbabve") širom Zimbabvea i susjednih država. Pored Velikog Zimbabvea, najznamenitiji utvrđeni "zimbabveji" su Khami i Bumbusi u Zimbabveu te Manyikeni u Mozambiku.
Od 1986. godine Veliki Zimbabve nalazi se na listi UNESCO-ove Svjetske baštine.
- Veliki Zimbabve
- Naselje ispod akropole
- Toranj u unutrašnjosti akropole
- Zidine Zimbabvea
- Kamena greda iznad prolaza

## Vanjske poveznice
- Prezentacija na stranici UNESCO-a (engl.)
- Literatura o Velikom Zimbabveu na stranici aluka.org[neaktivna poveznica] (engl.)